# Background Music
Background Music är det amerikanska hardcorebandet Give Up the Ghosts debutalbum, ursprungligen utgivet under bandnamnet American Nightmare på Equal Vision Records 2001. Efter en rättslig tvist tvingades bandet byta namn till Give Up the Ghost. Skivan återutgavs under detta bandnamn 2003 på Equal Vision Records och Burning Heart Records samt 2011 på Deathwish Inc.

## Låtlista
1. "(We Are)" -	2:38
2. "There's a Black Hole in the Shadow of the Pru" - 2:00
3. "AM/PM" - 3:05
4. "Shoplifting in a Ghost Town" - 2:51
5. "I Saved Latin" - 0:22
6. "Postmark My Compass" - 2:15
7. "I.C. You Are Feeling Drake" - 2:09
8. "Hearts" - 1:03
9. "God Save the Queen" - 2:00
10. "Your Arsonist" - 2:48
11. "Farewell" -	2:22

### Fotnoter
1. ↑  ”Background Music”. Discogs.com. Arkiverad från originalet den 20 september 2011. https://web.archive.org/web/20110920093119/http://www.discogs.com/American-Nightmare-Background-Music/master/289112. Läst 1 maj 2012.
2. ↑  ”Give Up the Ghost - Background Music”. Discogs.com. Arkiverad från originalet den 25 augusti 2011. https://web.archive.org/web/20110825233146/http://www.discogs.com/Give-Up-The-Ghost-Background-Music/master/124014. Läst 1 maj 2012.